# Scooby-Doo et les Vacances de la peur
Série
Scooby-Doo : Le Chant du vampire
(2012) Scooby-Doo : Tous en piste
(2012)
Pour plus de détails, voir Fiche technique et Distribution.
Scooby-Doo et les Vacances de la peur (Scooby-Doo! Adventures: Haunted Holidays) est un film américain réalisé par Victor Cook, sorti le 16 octobre 2012.

## Fiche technique
- Titre : Scooby-Doo et les Vacances de la peur
- Titre original : Scooby-Doo! Adventures: Haunted Holidays
- Réalisateur : Victor Cook
- Société de production : Warner Bros.
- Pays d'origine :  États-Unis
- Langue : anglais
- Genre : Animation, aventure et comédie horrifique
- Durée : 22 minutes
- Dates de sortie : 16 octobre 2012

## Distribution
- Version Americaine Originale
- Frank Welker : Scooby-Doo, Fred Jones
- Grey DeLisle : Daphné Blake
- Matthew Lillard : Sammy Rogers
- Mindy Cohn : Véra Dinkley

- Version Français
- Éric Missoffe : Sammy Rogers, Scooby-Doo
- Mathias kozlowski : Fred Jones
- Caroline Pascal : Véra Dinkley
- Céline Melloul : Daphné Blake
- Jean-Claude Donda
- Pascal Germain

- Société de Doublage : Dubbing Brothers
- Direction artistique : Danièlle Bachelet
- Adaptation : Antony Dalmolin